# 村田不二三

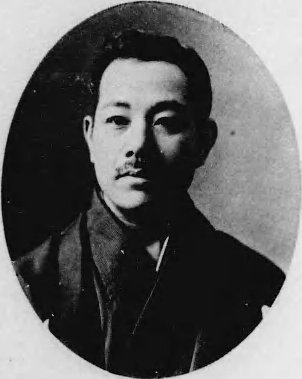
村田不二三

村田 不二三（むらた ふじぞう、1869年5月4日（明治2年3月23日） - 1957年（昭和32年）11月10日）は、日本の弁護士、政治家。衆議院議員。

## 経歴
鳥取県西伯郡淀江町（現在の鳥取県米子市）出身。村田晋の長男。父の下に専ら漢学を修め、傍ら小学校に通う。
1883年（明治16年）に上京し、二松學舍（現在の二松學舍大学）で学んだ後、獨逸協會學校（現在の獨協大学）を卒業。
神奈川県足柄上郡で役所雇及び小学校授業生をした後、1888年（明治21年）に東京法学院に入学した。1891年（明治24年）には東京法学院（現在の中央大学）を卒業し、翌年に代言人試験に合格した。1893年（明治26年）、札幌で弁護士事務所を開業し、後には札幌弁護士会長に選出された。北海道会議員、同副議長、同議長、札幌区会議員（のち札幌市会議員）、札幌市会議長を歴任した。
1930年（昭和5年）、第17回衆議院議員総選挙に出馬し、当選を果たした。
その他、札幌観江バス（札幌軌道を継承、現：北海道中央バス）代表取締役、北海道亜麻工業取締役、札幌松竹座取締役、北海水力電気取締役、北海道製鋼監査役などを務めた。

## 人物
中西六三郎とともに立憲政友会札幌支部の中心的存在として活躍した。住所は札幌市北1条西1丁目。

## 家族
村田家
- 父・晋（医業）[6]
- 妻・キイ（1893年 - ?、新潟、佐藤小一郎の妹）[3]
- 息子、娘[3]
- 孫[3]